# 獄丁ヒグマ
『獄丁ヒグマ』（ごくていヒグマ）は、帆上夏希による日本の漫画。『週刊少年ジャンプ』（集英社）2019年3号から2019年24号まで連載。
同作品のプロトタイプ版として『ジャンプクロス』（同社）にて読切が掲載、『ジャンプGIGA』（同社）にて連載されていた『火久摩の手』がある。プロトタイプ版は単巻で単行本化されている。プロトタイプ版には火車丸というキャラがいた。

## ストーリー
無意識のうちに他人のものを盗んでしまう少女・来峰アヤハは“お祓い”をしてもらおうと淵見寺を訪れた。そこへ向かうバスの途中で「席を譲れ」と少年に言うサラリーマンへ注意し、その少年を助け出す。その少年こそ寺の住職の曾孫・篝手ヒグマ。彼はアヤハを寺の中へ招き入れ、アヤハに憑いていた"亡者"・"魑魅"を退治し、アヤハを家に帰す。家に帰ったアヤハを待っていたのは彼女の兄だった。兄は数か月前から豹変し、規律という言葉で家族の行動をコントロールするようになっていた。そこでアヤハは兄が亡者に憑かれているのではと考え問う。その通り亡者に憑かれていた彼女の兄は、アヤハを襲う。そこへヒグマが駆けつけ、アヤハの兄に憑いている亡者が“知性”と“異能”と名前を持つ上位の亡者“黒縄墨手”だと分かるとヒグマの姿が変わり、亡者を取り締まる"獄卒人"だということも明らかになり黒縄墨手を退治する。

## 登場人物

### 主要人物
篝手 ヒグマ（かがりて ヒグマ）
本作の主人公。16歳。淵見寺の住職の曾孫で400年前から亡者を捕まえて地獄に送り返す仕事を任された一族の少年で獄卒人。普段は温厚で、小さなことで揉めるのも苦手な性格。またものぐさな面もあり、家ではザイジュに身の回りの世話をさせるのが日常茶飯事。仕事に対しては真摯で亡者と対峙するときは、強い怒りを見せ容赦がないが亡者の地獄に対する恐怖と苦しみに理解を示したり、生者も亡者も命の価値は同じと考えていたりと非情になりきれない部分もある。
本心では、獄卒人の仕事を嫌っておりどんな悪人でも笑って許せたらと思う一方そのような考えは、実際にうまくいかないことについてジレンマを抱えている。6年前、アズマの獄卒人の仕事を見学したばかりのころは、テレビで残酷なニュースやスポーツを見るのも嫌ったり上級生に絡まれても一切抵抗しないなど極端に荒事や勝負事を嫌厭してしまうほど。
来峰 アヤハ（くるみね アヤハ）
高校3年生。見た目は、派手だが正義感が強く曲がったことが嫌いな性格。兄が黒縄墨手に憑かれたことが原因で亡者に関わり、ヒグマに助けられてからは恩返しのため淵見寺でアルバイトをしている。また、閻魔大王に目をつけられ分霊者になる。
コバタ / 小旗郁也（こばたいくや）
ヒグマに仕える分霊者の人。小学生のころ、祖父が亡者に命寿を奪われたのを目撃したのがきっかけでヒグマの仕事を手伝う。明るくノリの軽い性格でヒグマとは小学生のころからのクラスメイトの腐れ縁。

### 獄卒人関係者
烙（ロク）
鉄鍋の様な見た目をしている。転送能力を持っている。礼儀正しくやや口うるさい。
篝手 宇佐（かがりて うさ）
淵見寺の住職でヒグマの曾祖母。通称ウサ婆。
篝手 アズマ（かがりて アズマ）
ヒグマの父親で作中ではすでに故人。生前は、淵見寺の住職であり獄卒人。ヒグマと雰囲気は、違うがよく似た顔立ちをしており厳しい性格。性格上、獄卒人の仕事に向いてないヒグマを心配している。
篝手 ハルマ（かがりて ハルマ）
ヒグマの伯母で作中ではすでに故人。アズマとは、姉弟の間柄。ヒグマとそっくりな顔立ちで写真で彼女を見たアヤハ曰く「ひくほど似ている」。サバサバした性格で男口調で話す。愛煙家で子ども嫌いらしいがヒグマは、彼女を慕っていた。
目繰 イトナ（めくり イトナ）
ヒグマの親戚の青年。亡者についての情報をヒグマに伝えたりしている。

### 地獄
閻魔大王（えんまだいおう）
獄卒人を束ねる存在で地獄の王。両足に足枷をつけた幼い少年の姿をしており、常に笑みを浮かべ飄々としている。
現世に直接干渉ができないがアヤハとコバタを分霊者にするなど力を与えることができる。
正確には、現世と幽世の間にある罪のある魂を選別する巨大なシステムでありヒグマと会っている閻魔大王は、獄卒人と意思疎通を図るために末端にあるとある人物の人格を記録したもの。そのためアズマ曰く「心はあっても意思は、ない」らしい。
阿傍（あぼう）
獄卒。ヒグマに修行をつける師匠のような存在。厳格な性格でかなりの辛口。

### 亡者
翁（おきな）
400年前篝手一族の祖先の幇助により脱走しその際に放った「天女の呪」という術により地獄から大量の脱走者を出した亡者。
くゆり烟月（くゆりえんげつ）
翁に仕えている亡者。在獄期間795年。常に独特な形をしたキセルを持ち煙をふかしている。
灼沸赤銅（しゃくふつあかがね）
篝手の獄卒人を代々ずっと殺してきた亡者。在獄期間879年。生きてる人間のように穏やかで常に笑みを浮かべている。獄卒人の子が10歳になるころに、必ず現れその親にあたる獄卒人を殺め、残された子どもが親になりその子どもが10歳になる頃また会いに行き殺すことを繰り返している。煮える赤銅を体液として操り戦う。
黒縄墨手（こくじょうぼくしゅ）
アヤハの兄に憑いていた亡者。在獄期間117年。手や舌から縄のようなものを出し戦う。
火霧雲（ひのきりぐも）
火災を引き起こした亡者。在獄期間107年。火を操る。
魑魅（すだま）
下級の亡者。在獄期間20年以下。憑かれると自分の意思とは無関係に罪を犯してしまう。
金剛嘴鳥（こんごうしう）
老人たちを集めて命寿を取っていた亡者。在獄期間168年。腕に装備した銃火器から岩のようなものを出して戦う。
泥梨ノ狐鉄（ないりのこてつ）
子供嫌いで母親に取り憑きその手で自分の子供を殺させる亡者。在獄期間328年。幼い少年の姿をしているが本来の姿は、大人の女性。刀を使うほか触れると爆発する木の葉のような刃を使い戦う。

### その他の人物
アヤハの兄
黒縄墨手に取り憑かれ家族を規律で縛り暴力も振るうようになってしまっていたがヒグマによって元に戻る。本来は、優しく朗らかな性格で元に戻った後取り憑かれていた間の記憶が残っていたため仕事以外では、家にこもるようになってしまうがその後少しずつ元気を取り戻している。
雨屋 香（あめや かおり）
金剛嘴鳥を目撃した5歳の少女。目撃者としてヒグマたちから話を聞かれる。人見知りで祖母を大切に思っている。
室町 アカネ（むろまち アカネ）
ヒグマのクラスメイトの少女。天真爛漫で家族思いの性格でもうすぐ二人目の妹が生まれることを心待ちにしている。ヒグマとは、中学からのクラスメイトであり彼に好意を寄せている。泥梨ノ狐鉄に取り憑かれてしまうがヒグマによって元に戻る。

## 用語
亡者
かつて地獄から脱走した罪人の死霊。心の弱った生者に好んで憑く。
亡者に憑かれた者は肉体を乗っ取られて人が変わったような行動をとる（大半は悪事に手を染める）。
獄卒人
現世の生者でありながら地獄の獄卒に扮し脱走者を狩る者達。
400年篝手一族の祖先が翁の脱走を幇助してしまったためその尻拭いでもあり罰で現世中に散った数多の亡者全てを捕縛することが仕事。もし逃げれば死後地獄行きという罰を受けることになっている。
分霊者
一般人には視えないヒグマの部下。閻魔大王から力を与えられた人間で普段は各々普通に暮らしている。
ザイジュ
ヒグマの仕事道具。倒した亡者から手を切り離し、使役してその手に贖罪を行わせる。
命寿
命が現世に存在し続けるためのエネルギー。生者が誰もが持っているもので亡者は持っていなく現世に留まるために生者から奪う。奪われるとそのぶん寿命が縮む。亡者は命寿を奪い続けなければ、地獄に逆戻りになってしまう。

## 担当編集者
- 初代: 田口光（連載を通して）

## 書誌情報
帆上夏希 集英社〈ジャンプコミックス〉
- 『火久摩の手』 全1巻
  1. 2017年12月4日発売[2]、ISBN 978-4-08-881432-2
- 『獄丁ヒグマ』 、全3巻
  1. 「現の獄卒」 2019年4月4日発売[3]、ISBN 978-4-08-881826-9
  2. 「月夜」 2019年6月4日発売[4]、ISBN 978-4-08-881869-6
  3. 「決意の記録」 2019年8月2日発売[5]、ISBN 978-4-08-882046-0